# 콩고밧줄다람쥐
콩고밧줄다람쥐(Funisciurus congicus)는 다람쥐과에 속하는 설치류의 일종이다. 앙골라와 콩고민주공화국, 나미비아에서 발견된다. 자연 서식지는 습윤 사바나 지역과 아열대 또는 열대 기후 지역의 건조 관목 지역과 암반 지대이다.